# لي مارتن (لاعب كرة قدم بريطاني)
لي مارتن (بالإنجليزية: Lee Martin)‏ (9 سبتمبر 1968 في المملكة المتحدة - ) هو لاعب كرة قدم بريطاني في مركز حراسة المرمى. لعب مع برادفورد سيتي وماكليسفيلد تاون ونادي بلاكبول ونادي روتشديل وهدرسفيلد تاون ونادي هاليفاكس تاون.

## وصلات خارجية
- لي مارتن على موقع قاعدة بيانات كرة القدم.إي يو (الإنجليزية)
- لي مارتن على موقع Soccerbase.com (لاعب) (الإنجليزية)